# Candida berthetii
Candida berthetii är en svampart som beskrevs av Boidin, Pignal, Mermiér & Arpin 1963. Candida berthetii ingår i släktet Candida, ordningen Saccharomycetales, klassen Saccharomycetes, divisionen sporsäcksvampar och riket svampar.   Inga underarter finns listade i Catalogue of Life.